# I vagabondi del Dharma
I vagabondi del Dharma (The Dharma Bums) è un romanzo dello scrittore Jack Kerouac, pubblicato nel 1958.

## Storia editoriale
Il libro ha suscitato grandissimo interesse ed è stato tradotto in portoghese, tedesco, catalano, olandese, francese, turco, neogreco, svedese, ceco, giapponese, polacco, danese, russo, ungherese, italiano e altre lingue.

## Contenuto
Il romanzo racconta le esperienze di Kerouac sulla West Coast americana e in particolare l'avvicinamento al Buddhismo, alla filosofia zen e al trascendentalismo. I protagonisti, come negli altri romanzi di Kerouac, sono personaggi realmente esistiti facenti parte per lo più della scena beat a cui l'autore ha cambiato i nomi. In particolare Jack Kerouac viene chiamato Raymond Smith detto anche Ray, Allen Ginsberg viene chiamato Alvah Goldbook, Neal Cassady è Cody Pomeray e infine Gary Snyder viene chiamato Japhy Ryder.
Tra i primi capitoli del libro viene descritto lo storico Six Gallery reading: un evento di lettura di poesie cui parteciparono Allen Ginsberg, Philip Lamantia, Michael McClure, Gary Snyder e Philip Whalen. L'evento è considerato uno dei più importanti eventi pubblici della Beat Generation e della San Francisco Renaissance.
Nel libro sono molti i riferimenti alla cultura asiatica in particolare cinese e giapponese. Vengono spesso citate teorie buddiste, zen, gli haiku, il poeta Hanshan, D. T. Suzuki e molti altri.
Un altro tema ricorrente è quello del naturalismo ispirato anche da John Muir che viene nominato nel testo. Nel romanzo viene anche narrata l'escursione sulla montagna Matterhorn Peak.

## Edizioni italiane
- Jack Kerouac, I vagabondi del Dharma. Romanzo, traduzione di Magda de Cristofaro, collana Medusa n. 450, Arnoldo Mondadori Editore, Milano, 1961,  p. 290.
- Jack Kerouac, I vagabondi del Dharma, traduzione di Magda de Cristofaro, collana Oscar n. 596, Arnoldo Mondadori Editore, Milano, 1975,  p. 205, ISBN 88-04-12173-4.
- Jack Kerouac, I vagabondi del Dharma, traduzione di Magda de Cristofaro, presentazione di Goffredo Fofi, collana Elefanti, Garzanti, Milano, 1988,  p. 245, ISBN 88-11-66723-2.
- Jack Kerouac, I vagabondi del Dharma, traduzione di Nicoletta Vallorani, collana Oscar narrativa n. 43, Mondadori, Milano, 2007,  p. 259, ISBN 978-88-04-55541-4.